# Molí de Dalt (Cambrils)
El Molí de Dalt és una obra de Cambrils (Baix Camp) inclosa a l'Inventari del Patrimoni Arquitectònic de Catalunya.

## Descripció
Situat en una zona urbantizada. En resten parts dels murs de l'estructura arquitectònica original, alçats amb blocs de pedra de tall irregular i morter, i maons en alguns punts. Conserva també el cacau, i la bassa està soterrada pels elements del teixit urbà circumdants (carreteres, un parc).